# Galoisuitbreiding
In de wiskunde is een galoisuitbreiding van een lichaam {\displaystyle K} een algebraïsche uitbreiding {\displaystyle L/K} die normaal en separabel is, of equivalent daarmee die waarbij het lichaam {\displaystyle K} elementsgewijs invariant is onder de automorfismegroep {\displaystyle \mathrm {Aut} (L/K)}.

## Karakterisering van galoisuitbreidingen
Een belangrijke stelling van Emil Artin stelt dat voor een eindige lichaamsuitbreiding {\displaystyle L/K} elk van de volgende uitspraken inhoudt dat {\displaystyle L/K} een galoisuitbreiding is.
- {\displaystyle L/K} is een normale en separabele uitbreiding.
- {\displaystyle |\mathrm {Aut} (L/K)|=[L:K]}, dat wil zeggen: het aantal automorfismen is gelijk aan de graad van de uitbreiding.

Andere gelijkwaardige uitspraken zijn:
- Wanneer een polynoom {\displaystyle f} in de veeltermring {\displaystyle K[x]} irreducibel is, maar met ten minste één wortel in {\displaystyle L}, is {\displaystyle f} reducibel over {\displaystyle L} en separabel.
- {\displaystyle |\mathrm {Aut} (L/K)|\geq [L:K]}, dat wil zeggen dat het aantal automorfismen niet kleiner is dan de graad van de uitbreiding.
- {\displaystyle K} is het elemensgewijs invariante lichaam van een ondergroep van {\displaystyle \mathrm {Aut} (L).}
- {\displaystyle K} is het elemensgewijs invariante lichaam van {\displaystyle \mathrm {Aut} (L/K).}
- Er is een eenduidig verband tussen deellichamen van {\displaystyle L/K} en subgroepen van {\displaystyle \mathrm {Aut} (L/K).}

## Voorbeelden
Voorbeelden van galoisuitbreidingen kunnen op de volgende manier worden geconstrueerd.
- Neem een willekeurig lichaam {\displaystyle L} en een ondergroep van {\displaystyle \mathrm {Aut} (L)} waarvan {\displaystyle K} het invariante lichaam is.
- Neem een willekeurig lichaam {\displaystyle K}, een separabele polynoom over {\displaystyle K} en laat {\displaystyle L} het splijtlichaam van de polynoom zijn.

De rationale getallen uitgebreid met het getal {\displaystyle {\sqrt {2}}} vormen een galoisuitbreiding, terwijl de uitbreiding met alleen {\displaystyle {\sqrt[{3}]{2}}} geen galoisuitbreiding is. Beide uitbreidingen zijn separabel omdat ze de karakteristiek 0 hebben. De eerste uitbreiding is het splijtlichaam van de polynoom {\displaystyle x^{2}-2}. De tweede heeft een normale afsluiting die de complexe 3e eenheidswortels bevat, dus geen splijtlichaam is. Er is geen ander automorfisme dan de identiteit, omdat het zich in de reële getallen bevindt en {\displaystyle x^{3}-2} slechts één reële wortel heeft.